# Castello di Walmer

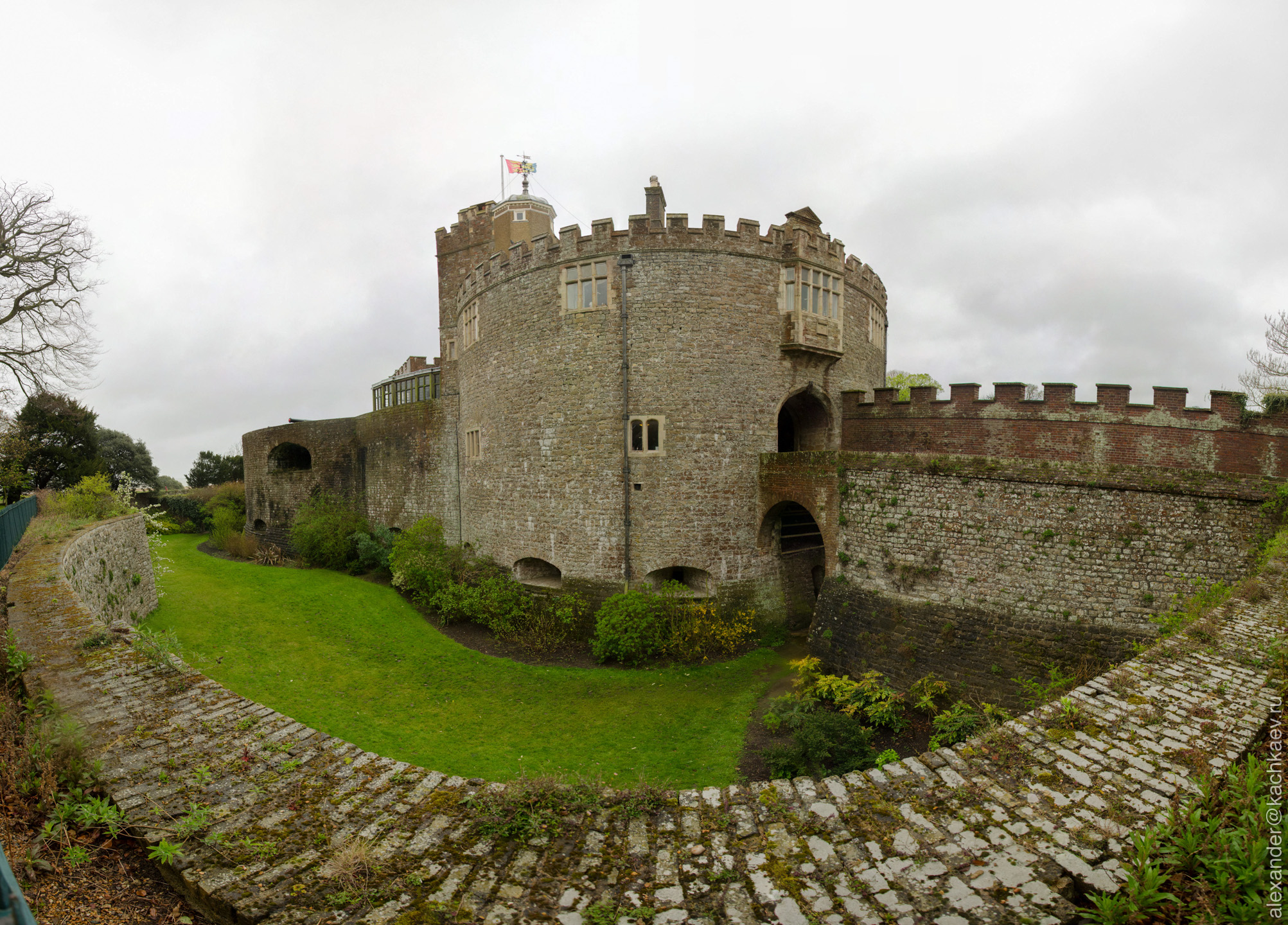
Veduta del castello di Walmer

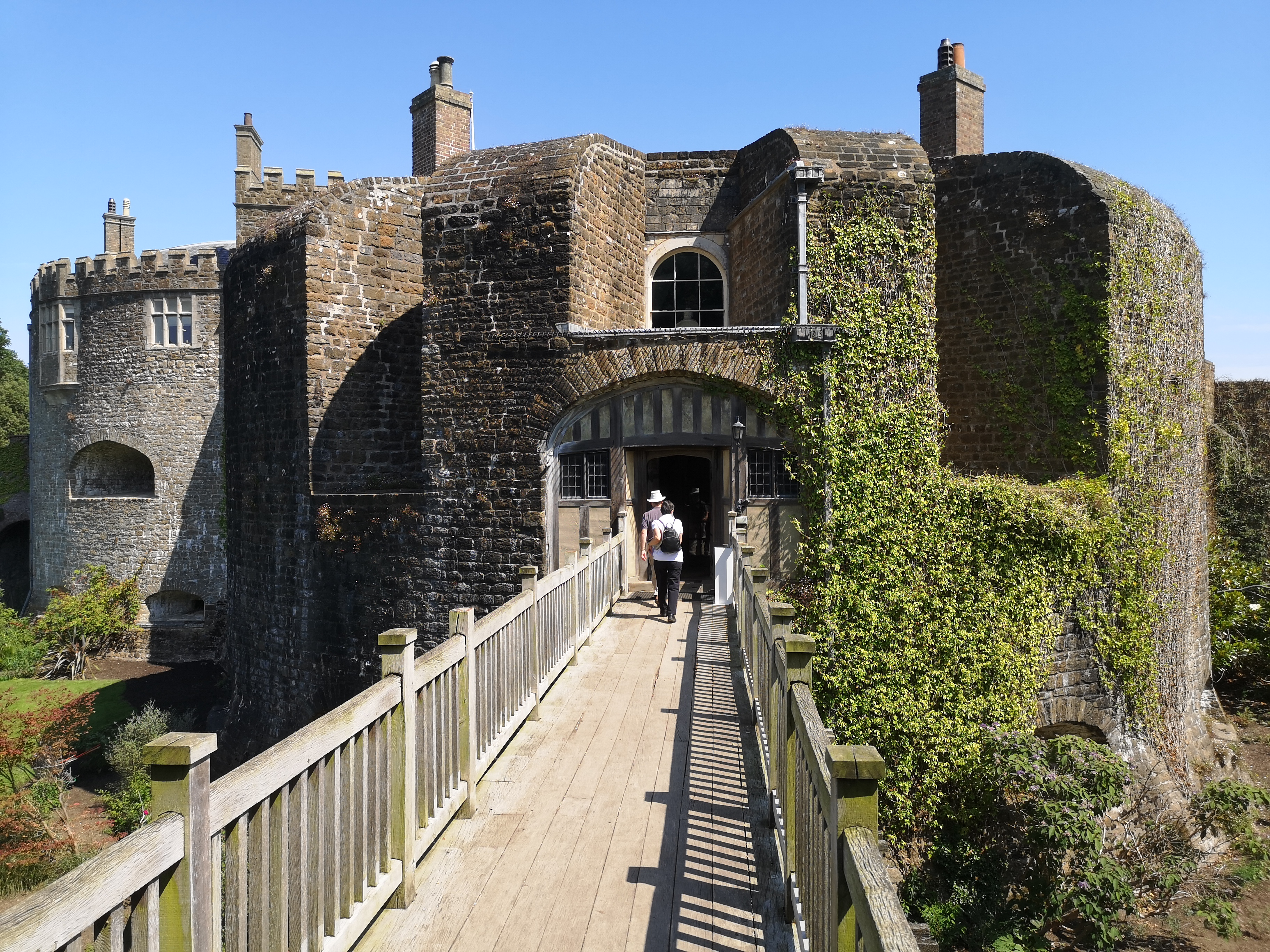
Entrata del castello

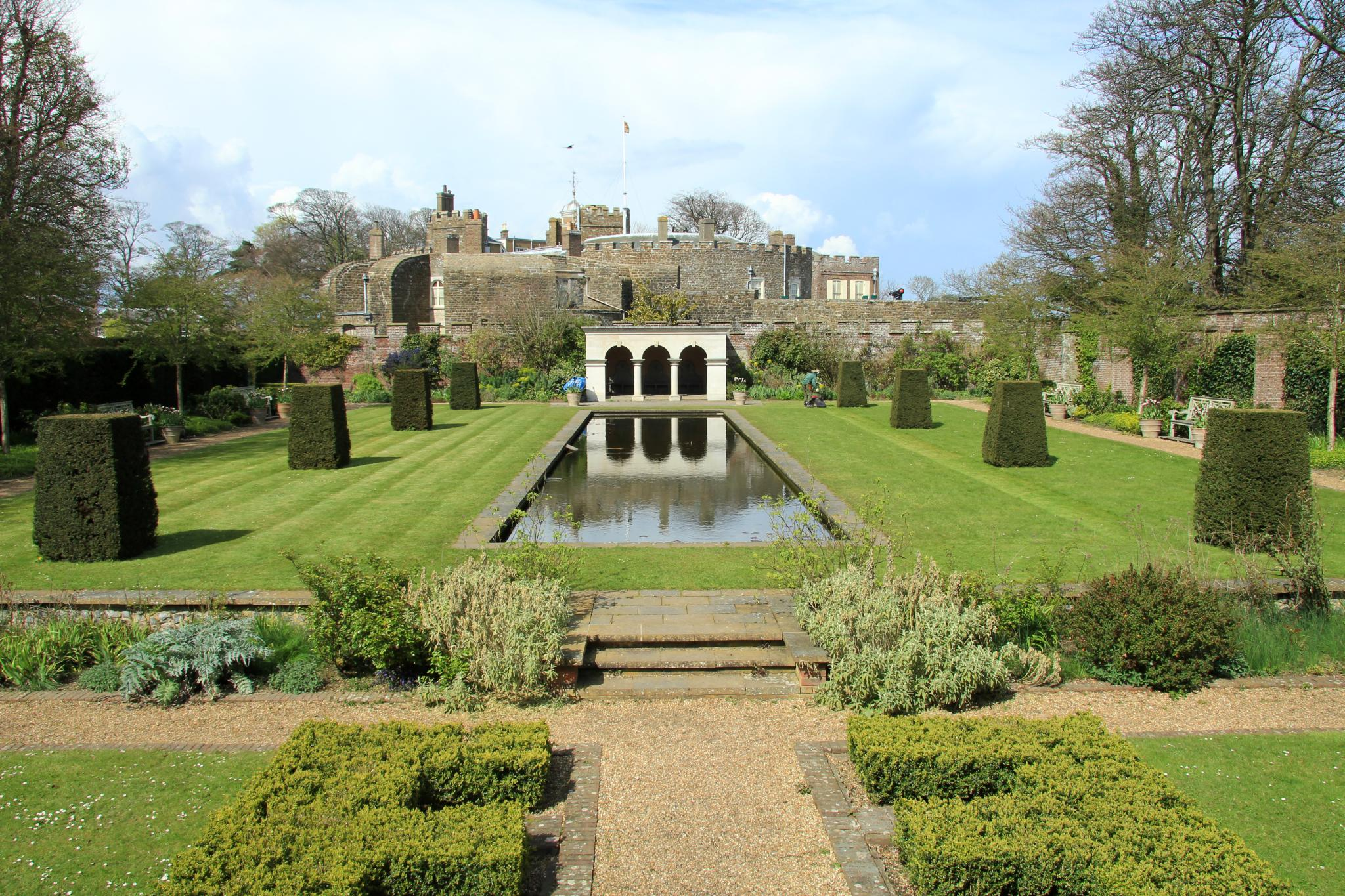
Giardini del castello di Walmer

Il castello di Walmer (in inglese Walmer Castle) è uno storico edificio del villaggio inglese di Walmer, nella contea inglese del Kent (Inghilterra sud-orientale), costruito originariamente tra il 1539 e il 1540 come forte costiero per volere di re Enrico VIII e ad inizio XVIII trasformato in residenza del lord guardiano dei cinque porti.
L'edificio è classificato come castello di secondo grado ed è posto sotto la tutela dell'English Heritage.

## Storia
Il castello di Walmer fu, assieme ai forti di Deal e Sandown, uno tre forti che Enrico VIII fece costruire a protezione dei Downs del Kent dalle possibili invasioni francesi in seguito all'allenza stipulata nel 1538 dalla Francia con il Sacro Romano Impero. Dei tre forti Walmer è quello realizzato più a sud ed era collegato attraverso delle fortificazioni a quello di Deal.
Nella struttura operavano abitualmente 19 persone, ma il numero degli occupanti poteva aumentare in caso di allerte di guerra. La struttura non fu tuttavia mai oggetto di azioni di guerrra, ma venne occupata nel corso della guerra civile inglese dalle truppe parlamentari.
Il castello cessò la sua funzione militare nel 1708, quando venne convertito nella residenza del lord guardiano dei cinque porti. La trasformazione in residenza comportò anche delle sensibili modifiche alla struttura, come la sostituzione di fori per i cannoni con delle ampie vetrate.
Un'opera di ristrutturazione e ammodernamento del castello di Walmer venne quindi operata tra il 1725 e il 1749, opera che comportò la riparazione dei bastione e l'aggiunta di diciotto nuovi cannoni e di un'armeria contenente cento moschetti e dodici pistole.
Nel 1842 il castello di Walmer ospitò la regina Vittoria e nel 1852 vi morì Arthur Wellesley, I duca di Wellington, eroe della battaglia di Waterloo, che era stato nominato lord guardiano dei cinque porti.
Alla struttura vennero quindi apportate ulteriori modifiche nel 1860, quando venne innalzata l'entrata principale.
In seguito, tra il 1865 e il 1891, il castello di Walmer divenne la residenza abitativa della famiglia del secondo conte di Granville. Quest'ultimo incaricò l'architetto George Devey di ricostruire il primo e il secondo piano.
Il castello venne quindi aperto al pubblico nel 1905, quando cessò la sua funzione di residenza del lord guardiano dei cinque porti.